# Laelia × gouldiana
Laelia × gouldiana Rchb.f., 1888 è una pianta della famiglia delle Orchidacee, ibrido naturale frutto dell'incrocio tra 
L. anceps e L. autumnalis.

## Descrizione
Laelia × gouldiana è un'orchidea di piccola taglia caratterizzata da pseudobulbi  un po' compressi tra loro, di forma fusiforme, avvolti da 4 o 6 guaine un po' ruvide che portano all'apice due o tre foglie erette, lanceolate di colore verde brillante. La fioritura avviene in autunno mediante un'infiorescenza a racemo che aggetta dall'apice dei pseudobulbi, alta fino a 75 centimetri e recante fino a 10 fiori grandi fino a 8 centimetri. Questi fiori sono veramente spettacolari, con petali e sepali di formna arrotondata di colore rosso magenta; il labello tende al viola, col centro bianco venato di rosso e la chiglia gialla.

## Distribuzione e habitat
Questo ibrido è un endemismo dello stato messicano di Hidalgo.
Cresce ad altitudini di circa 1500 m..

## Coltivazione
Questa specie richiede esposizione a mezz'ombra, temperature da medie ad alte e, nella stagione della fioritura, gradisce irrigazioni.